# Wilhelmvierlingita
La wilhelmvierlingita és un mineral de la classe dels fosfats del grup de la overita. Anomenat així per Wilhelm Vierling, estudiós dels minerals de Hagendorf.

## Característiques
La wilhelmvierlingita és un fosfat de fórmula química CaMnFe3+(PO₄)₂(OH)·2H₂O. Cristal·litza en el sistema ortoròmbic. La seva duresa a l'escala de Mohs és 4.
Segons la classificació de Nickel-Strunz, la wilhelmvierlingita pertany a «08.DH: Fosfats amb cations de mida mitjana i gran, (OH, etc.):RO₄ < 1:1» juntament amb els següents minerals: minyulita, leucofosfita, esfeniscidita, tinsleyita, jahnsita-(CaMnMg), jahnsita-(CaMnMn), keckita, rittmannita, jahnsita-(CaFeMg), whiteïta-(CaMnMg), whiteïta-(MnFeMg), jahnsita-(MnMnMn), kaluginita, jahnsita-(NaFeMg), jahnsita-(CaMnFe), jahnsita-(NaMnMg), jahnsita-(CaMgMg), manganosegelerita, overita, segelerita, whiteïta-(CaFeMg), juonniïta, calcioferrita, kingsmountita, montgomeryita, zodacita, arseniosiderita, kolfanita, mitridatita, pararobertsita, robertsita, sailaufita, mantienneïta, paulkerrita, benyacarita, xantoxenita, mahnertita, andyrobertsita, calcioandyrobertsita, englishita i bouazzerita.

## Formació i jaciments
Es forma com a rar mineral secundari en una pegmatita granítica zonada (només s'ha descrit a la seva localitat tipus), associada a rockbridgeïta i zwieselita.